# Judy Biggert
Judith « Judy » Borg Biggert, née le 15 août 1937 à Chicago, est une femme politique américaine, membre du Parti républicain. Elle est représentante du treizième district de l'Illinois à la Chambre des représentants des États-Unis de 1999 à 2013.
En raison du redécoupage électoral, elle se présente en 2012 dans onzième district de l'Illinois, mais est largement battue par le démocrate Bill Foster.

## Histoire électorale
| Fonction                                                              | Années | Élection | Candidats démocrates | Voix    | %     | Candidat républicain | Voix    | %     |
| --------------------------------------------------------------------- | ------ | -------- | -------------------- | ------- | ----- | -------------------- | ------- | ----- |
| Chambre des représentants de l'Illinois (81e district)                | 1992   | Générale | David Briggs         | 12 918  | 31,07 | Judy Biggert         | 28 655  | 68,93 |
| Chambre des représentants de l'Illinois (81e district)                | 1994   | Générale | Bill Chalberg        | 6 085   | 21,49 | Judy Biggert *       | 22 227  | 78,51 |
| Chambre des représentants de l'Illinois (81e district)                | 1996   | Générale | Dave Brockway        | 11 573  | 28,81 | Judy Biggert *       | 28 597  | 71,19 |
| Chambre des représentants des États-Unis (13e district de l'Illinois) | 1998   | Générale | Susan Hynes          | 77 878  | 38,98 | Judy Biggert         | 121 889 | 61,02 |
| Chambre des représentants des États-Unis (13e district de l'Illinois) | 2000   | Générale | Thomas Mason         | 98 768  | 33,82 | Judy Biggert *       | 193 250 | 66,18 |
| Chambre des représentants des États-Unis (13e district de l'Illinois) | 2002   | Générale | Thomas Mason         | 59 069  | 29,74 | Judy Biggert *       | 139 546 | 70,26 |
| Chambre des représentants des États-Unis (13e district de l'Illinois) | 2004   | Générale | Gloria Andersen      | 107 836 | 34,98 | Judy Biggert *       | 200 472 | 65,02 |
| Chambre des représentants des États-Unis (13e district de l'Illinois) | 2006   | Générale | Joe Shannon          | 85 507  | 41,67 | Judy Biggert *       | 119 720 | 58,34 |
| Chambre des représentants des États-Unis (13e district de l'Illinois) | 2008   | Générale | Scott Harper         | 147 430 | 43,65 | Judy Biggert *       | 180 888 | 53,55 |
| Chambre des représentants des États-Unis (13e district de l'Illinois) | 2010   | Générale | Scott Harper         | 86 281  | 36,19 | Judy Biggert *       | 152 132 | 63,81 |
| Chambre des représentants des États-Unis (11e district de l'Illinois) | 2012   | Générale | Bill Foster          | 140 526 | 57,98 | Judy Biggert         | 101 376 | 41,83 |

Légende : ..Parti démocrate.. ..Parti républicain.. * sortant